# West Hills

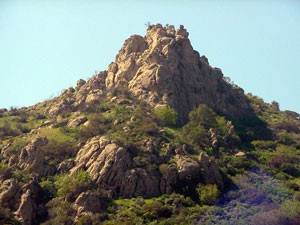
Pico Escorpión, al este de West Hills.

West Hills es un distrito estadounidense del valle de San Fernando, en la ciudad de Los Ángeles, estado de California.
Está rodeado por el Chatsworth Reservoir al norte, Canoga Park al este, Woodland Hills al sur, la ciudad de Hidden Hills al suroeste y la ciudad de Simi Valley al oeste.

## Historia
El área estaba originariamente habitada por los nativos americanos de la tribu tongva que vivían cerca del río Los Ángeles, lo que convirtió West Hills a partir de El Escorpión y Bell Creeks. Se cree que había un punto de encuentro de los tongvas y los chumash en la base del parque Bell Canyon.
Una vez parte de Canoga Park, West Hills fue formado en 1987 después de que poseedores de viviendas en el extremo oeste de Canoga Park lanzase una caravana un año antes para formar una nueva comunidad.